# Euroligue masculine de basket-ball 2024-2025
Navigation
2023-2024 2025-2026
L'Euroligue de basket-ball 2024-2025 (ou Turkish Airlines Euroleague pour des raisons de sponsoring) est la 26e édition de l'Euroligue masculine et la 68e édition de la plus prestigieuse coupe des clubs européens. La compétition rassemble 18 clubs de basket-ball de la zone FIBA Europe.
Pour la septième fois dans l'histoire de la compétition, les 18 équipes engagées s'affrontent toutes en rencontres aller-retour à l'occasion d'une phase régulière. Les équipes classés de la 7e à la 10e disputent le play-in pour tenter d'aller en playoffs.

## Saison régulière

### Équipes participantes
18 équipes disputent la saison régulière en matchs aller et retour, soit 34 matchs disputés au total. À la suite des sanctions sportives touchant le CSKA Moscou dues à l'invasion de l'Ukraine par la Russie, les places sont attribuées comme suivant :
- 12 places réservées aux détenteurs de licences longue durée ;
- 2 invitations pour des équipes provenant de l'EuroCoupe ;
- 4 invitations (dont une provenant de la réattribution de la place du CSKA Moscou) pour des wild-cards.

Chaque ligue peut envoyer au maximum 4 clubs en Euroligue.
Selon le règlement de l'EuroLigue, les deux places attribuées aux clubs provenant d'EuroCoupe suivent le règlement suivant:
- Le vainqueur de l'EuroCoupe de la saison précédente reçoit une invitation.
- L'équipe avec le meilleur bilan lors la saison passée d'EuroLigue, parmi les deux équipes devant leur participation à l'EuroCoupe, se voit attribuer un renouvellement de son invitation sous condition de qualification en playoffs.
- L'équipe finaliste de la précédente édition de l'EuroCoupe reçoit une invitation si aucune équipe ne satisfait la condition précédente.

L'AS Monaco conserve donc son invitation acquise par sa victoire de l'Eurocoupe 2020-2021 en terminant troisième de la  saison 2023-2024 d'EuroLigue et en devançant la Virtus Bologne. Tandis que le 17 juin 2024, le Paris Basketball confirme sa volonté de participer à l'Euroligue pour la saison 2024-2025 en profitant de son statut de vainqueur de la dernière édition de l'EuroCup.
Olympiakós
Panathinaïkós
Fenerbahçe SK
Anadolu Efes SK
Étoile rouge de Belgrade
Partizan Belgrade

Les wild-cards sont remises de manière arbitraire par l'instance organisatrice. Néanmoins, le règlement de l'EuroLigue stipule quelques règles limitant le choix des villes/clubs via des critères tels que:
- Situation géographique permettant de se rendre à Francfort (point choisi comme référence géographique) en moins de trois heures de vol.
- Présence d'hôtels 4 étoiles et d'un aéroport international dans la région pour accueillir les équipes adverses.
- Club pouvant se doter pour les rencontres d'une salle de minimum 5000 places.

À la suite du choix du Paris Basketball de rejoindre l'EuroLigue, la liste des 18 clubs participant à l'édition 2024-2025 de la compétition est finalisée en attribuant les wild-cards aux deux clubs de Belgrade (Étoile rouge et Partizan), à l'Alba Berlin et à la Virtus Bologne (au détriment du Valence BC).
| Club                           | Qualification                      |
| ------------------------------ | ---------------------------------- |
| FC Barcelone                   | Licence longue durée               |
| Real Madrid                    | Licence longue durée               |
| Bitci Baskonia Vitoria-Gasteiz | Licence longue durée               |
| Olympiakós Le Pirée            | Licence longue durée               |
| Panathinaïkós OPAP Athènes     | Licence longue durée               |
| Maccabi Playtika Tel Aviv      | Licence longue durée               |
| AX Armani Exchange Milan       | Licence longue durée               |
| Žalgiris Kaunas                | Licence longue durée               |
| Anadolu Efes Istanbul          | Licence longue durée               |
| Fenerbahçe Beko Istanbul       | Licence longue durée               |
| Bayern Munich                  | Licence longue durée               |
| LDLC ASVEL Villeurbanne        | Licence longue durée               |
| AS Monaco                      | Vainqueur de l'Eurocoupe 2020-2021 |
| Paris Basketball               | Vainqueur de l'Eurocoupe 2023-2024 |
| Alba Berlin                    | Wild card                          |
| Étoile rouge de Belgrade       | Wild card                          |
| Partizan de Belgrade           | Wild card                          |
| Virtus Bologne                 | Wild card                          |

### Classement
| Rang | Équipe                         | %  | J  | G  | P  | Pp   | Pc   | Diff |
| ---- | ------------------------------ | -- | -- | -- | -- | ---- | ---- | ---- |
| 1    | Olympiakós Le Pirée            | 71 | 34 | 24 | 10 | 2941 | 2770 | 171  |
| 2    | Fenerbahçe Beko Istanbul       | 68 | 34 | 23 | 11 | 2829 | 2760 | 69   |
| 3    | Panathinaïkós OPAP Athènes T   | 65 | 34 | 22 | 12 | 2990 | 2843 | 147  |
| 4    | AS Monaco                      | 62 | 34 | 21 | 13 | 2913 | 2801 | 112  |
| 5    | FC Barcelone                   | 59 | 34 | 20 | 14 | 2966 | 2837 | 129  |
| 6    | Anadolu Efes Istanbul          | 59 | 34 | 20 | 14 | 2941 | 2788 | 153  |
| 7    | Real Madrid                    | 59 | 34 | 20 | 14 | 2870 | 2797 | 73   |
| 8    | Paris Basketball               | 56 | 34 | 19 | 15 | 2940 | 2910 | 30   |
| 9    | Bayern Munich                  | 56 | 34 | 19 | 15 | 2965 | 2984 | -19  |
| 10   | Étoile rouge de Belgrade       | 53 | 34 | 18 | 16 | 2776 | 2714 | 62   |
| 11   | AX Armani Exchange Milan       | 50 | 34 | 17 | 17 | 2896 | 2934 | -38  |
| 12   | Partizan Belgrade              | 47 | 34 | 16 | 18 | 2780 | 2724 | 56   |
| 13   | Žalgiris Kaunas                | 44 | 34 | 15 | 19 | 2626 | 2669 | -43  |
| 14   | Bitci Baskonia Vitoria-Gasteiz | 41 | 34 | 14 | 20 | 2795 | 2830 | -35  |
| 15   | LDLC ASVEL Villeurbanne        | 38 | 34 | 13 | 21 | 2740 | 2897 | -157 |
| 16   | Maccabi Playtika Tel Aviv      | 32 | 34 | 11 | 23 | 2921 | 3052 | -131 |
| 17   | Virtus Bologne                 | 26 | 34 | 9  | 25 | 2683 | 2834 | -151 |
| 18   | Alba Berlin                    | 15 | 34 | 5  | 29 | 2646 | 3074 | -428 |

| Légende :           |
| T : Tenant du titre |
| 0                   |

### Matches de la saison régulière
| Résultats (dom.\ext.)                                              | ALB    | BAY     | REM   | FCB    | BVG    | ASV    | MON    | PAR     | PAN   | OLY     | MTA     | VIR    | AOM     | ŽKA   | ÉTO     | PAR   | FBI    | AEI    |
| Alba Berlin                                                        |        | 84-99   | 69-80 | 85-99  | 97-90  | 84-79  | 90-105 | 83-92   | 77-87 | 92-100  | 85-103  | 64-108 | 105-101 | 66-86 | 71-77   | 90-91 | 71-78  | 70-86  |
| Bayern Munich                                                      | 115-88 |         | 97-89 | 100-78 | 84-80  | 76-67  | 95-94  | 109-107 | 69-80 | 84-80   | 98-93   | 72-82  | 87-70   | 77-74 | 100-82  | 89-74 | 77-89  | 92-97  |
| Real Madrid                                                        | 98-84  | 88-76   |       | 96-91  | 90-89  | 81-70  | 94-72  | 105-104 | 90-86 | 86-96   | 116-113 | 98-86  | 96-89   | 83-92 | 95-72   | 93-86 | 70-82  | 64-74  |
| FC Barcelone                                                       | 88-73  | 101-102 | 90-97 |        | 91-68  | 90-83  | 86-71  | 87-103  | 82-73 | 88-90   | 100-71  | 91-87  | 81-94   | 82-70 | 74-78   | 87-80 | 90-63  | 90-80  |
| Baskonia Vitoria-Gasteiz                                           | 80-57  | 112-89  | 76-72 | 88-86  |        | 111-75 | 75-87  | 94-81   | 91-77 | 101-102 | 89-82   | 81-82  | 88-83   | 66-65 | 73-75   | 88-82 | 88-76  | 84-89  |
| LDLC ASVEL Villeurbanne                                            | 96-89  | 71-84   | 80-78 | 100-94 | 76-69  |        | 78-83  | 98-93   | 93-96 | 81-70   | 95-102  | 87-85  | 66-75   | 88-79 | 77-74   | 62-93 | 73-77  | 97-82  |
| AS Monaco                                                          | 100-80 | 93-74   | 77-73 | 84-98  | 92-85  | 103-92 |        | 80-87   | 76-88 | 80-89   | 85-79   | 101-85 | 93-80   | 96-86 | 90-68   | 69-86 | 91-82  | 94-75  |
| Paris Basketball                                                   | 72-63  | 93-88   | 85-96 | 79-90  | 67-65  | 91-82  | 79-91  |         | 84-80 | 73-90   | 96-83   | 81-78  | 82-79   | 83-77 | 77-80   | 74-71 | 83-87  | 88-84  |
| Panathinaïkós OPAP Athènes                                         | 91-81  | 94-79   | 85-70 | 90-89  | 104-69 | 92-68  | 88-91  | 98-101  |       | 89-94   | 93-87   | 111-90 | 103-74  | 89-76 | 111-104 | 96-84 | 91-90  | 104-89 |
| Olympiakós Le Pirée                                                | 90-85  | 112-69  | 79-69 | 95-74  | 92-69  | 94-92  | 77-80  | 90-96   | 76-74 |         | 99-93   | 87-77  | 89-68   | 74-68 | 73-81   | 82-70 | 77-87  | 92-89  |
| Maccabi Playtika Tel Aviv                                          | 87-93  | 93-90   | 79-78 | 86-88  | 85-95  | 89-82  | 91-88  | 81-93   | 92-99 | 91-94   |         | 77-67  | 74-107  | 95-78 | 85-73   | 79-91 | 94-76  | 93-91  |
| Virtus Bologne                                                     | 88-90  | 84-87   | 67-80 | 86-81  | 76-74  | 83-69  | 80-86  | 77-83   | 77-82 | 70-92   | 84-77   |        | 90-70   | 68-71 | 87-94   | 71-81 | 82-86  | 67-76  |
| AX Armani Exchange Milan                                           | 100-68 | 78-79   | 85-76 | 88-98  | 111-89 | 92-84  | 86-80  | 79-74   | 87-75 | 83-84   | 98-86   | 99-90  |         | 82-85 | 101-86  | 70-90 | 76-100 | 84-96  |
| Žalgiris Kaunas                                                    | 73-53  | 82-97   | 64-83 | 74-67  | 70-83  | 72-78  | 63-62  | 83-81   | 84-77 | 85-92   | 78-63   | 77-68  | 87-89   |       | 86-84   | 70-66 | 65-72  | 85-72  |
| Étoile rouge de Belgrade                                           | 92-71  | 101-77  | 72-78 | 94-98  | 78-71  | 73-66  | 88-82  | 85-69   | 77-81 | 87-73   | 81-73   | 88-52  | 80-82   | 80-86 |         | 77-89 | 91-96  | 96-97  |
| Partizan Belgrade                                                  | 85-71  | 86-78   | 89-91 | 79-87  | 86-73  | 79-82  | 74-79  | 92-86   | 91-73 | 78-70   | 98-75   | 69-70  | 81-88   | 84-78 | 71-73   |       | 90-81  | 65-97  |
| Fenerbahçe Beko Istanbul                                           | 90-73  | 87-76   | 78-67 | 75-83  | 82-77  | 92-82  | 69-99  | 101-100 | 76-81 | 82-71   | 84-82   | 95-81  | 85-91   | 98-86 | 57-76   | 89-72 |        | 84-76  |
| Anadolu Efes Istanbul                                              | 98-73  | 101-90  | 79-73 | 88-97  | 92-76  | 76-82  | 69-81  | 84-93   | 93-67 | 91-89   | 90-88   | 89-68  | 110-66  | 87-77 | 89-67   | 86-77 | 78-83  |        |
| - Victoire à domicile - Victoire à l'extérieur - Match non disputé |        |         |       |        |        |        |        |         |       |         |         |        |         |       |         |       |        |        |

### Évolution du classement
| Journées →               | 1  | 2  | 3  | 4  | 5  | 6  | 7  | 8  | 9  | 10 | 11 | 12 | 13 | 14 | 15 | 16 | 17  | 18  | 19  | 20  | 21  | 22  | 23  | 24  | 25  | 26  | 27  | 28 | 29 | 30 | 31 | 32 | 33 | 34 | Lead | Qdir | Barr |
|                          |    |    |    |    |    |    |    |    |    |    |    |    |    |    |    |    |     |     |     |     |     |     |     |     |     |     |     |    |    |    |    |    |    |    |      |      |      |
| ------------------------ | -- | -- | -- | -- | -- | -- | -- | -- | -- | -- | -- | -- | -- | -- | -- | -- | --- | --- | --- | --- | --- | --- | --- | --- | --- | --- | --- | -- | -- | -- | -- | -- | -- | -- | ---- | ---- | ---- |
| Alba Berlin              | 16 | 18 | 16 | 16 | 18 | 18 | 18 | 18 | 18 | 18 | 18 | 18 | 17 | 17 | 18 | 18 | 18  | 18  | 18  | 18  | 18  | 18  | 18  | 18  | 18  | 18  | 18  | 18 | 18 | 18 | 18 | 18 | 18 | 18 |      |      |      |
| Bayern Munich            | 5  | 13 | 15 | 14 | 10 | 7  | 5  | 4  | 7  | 6  | 3  | 5  | 6  | 5  | 3  | 5  | 4   | 5   | 7   | 10  | 10  | 10  | 9   | 7   | 6   | 6   | 7   | 5  | 5  | 8  | 6  | 5  | 7  | 9  |      | 18   | 13   |
| Real Madrid              | 14 | 9  | 13 | 10 | 3  | 9  | 11 | 12 | 11 | 11 | 10 | 10 | 12 | 13 | 13 | 13 | 12  | 10  | 8   | 7   | 7   | 8   | 6   | 8   | 10  | 11  | 10  | 12 | 12 | 10 | 9  | 8  | 6  | 7  |      | 3    | 17   |
| FC Barcelone             | 13 | 5  | 2  | 2  | 1  | 1  | 3  | 1  | 1  | 5  | 8  | 7  | 8  | 8  | 11 | 9  | 10  | 11  | 12  | 8   | 8   | 6   | 7   | 9   | 8   | 9   | 11  | 9  | 6  | 5  | 8  | 7  | 8  | 5  | 4    | 13   | 16   |
| Baskonia Vitoria-Gasteiz | 8  | 10 | 8  | 12 | 5  | 4  | 8  | 11 | 12 | 12 | 13 | 13 | 13 | 14 | 14 | 14 | 15  | 14  | 15  | 15  | 15  | 15  | 15  | 15  | 15  | 14  | 14  | 14 | 14 | 14 | 14 | 14 | 14 | 14 |      | 2    | 4    |
| LDLC ASVEL               | 12 | 11 | 14 | 11 | 14 | 15 | 16 | 17 | 17 | 15 | 16 | 16 | 15 | 15 | 15 | 15 | 13  | 15  | 14  | 14  | 14  | 13  | 14  | 14  | 14  | 15  | 15  | 15 | 15 | 15 | 15 | 15 | 15 | 15 |      |      |      |
| AS Monaco                | 1  | 2  | 5  | 3  | 7  | 5  | 9  | 7  | 9  | 7  | 6  | 4  | 5  | 4  | 2  | 1  | 2   | 1   | 1   | 3   | 3   | 4   | 3   | 3   | 3   | 4   | 5   | 4  | 4  | 4  | 4  | 4  | 4  | 4  | 4    | 29   | 5    |
| Paris Basketball         | 10 | 15 | 11 | 15 | 13 | 10 | 10 | 8  | 5  | 4  | 4  | 1  | 1  | 1  | 1  | 2  | 1-1 | 3-1 | 4-1 | 6-1 | 5-1 | 3-1 | 5-1 | 4-1 | 7-1 | 7-1 | 4-1 | 7  | 8  | 7  | 10 | 10 | 10 | 8  | 5    | 17   | 13   |
| Panathinaïkós Athènes    | 3  | 1  | 3  | 6  | 4  | 3  | 2  | 6  | 3  | 2  | 5  | 6  | 4  | 6  | 10 | 8  | 6   | 4   | 3   | 2   | 4   | 5   | 4   | 5   | 4   | 3   | 3   | 3  | 3  | 3  | 3  | 3  | 3  | 3  | 1    | 32   | 2    |
| Olympiakós Le Pirée      | 17 | 12 | 4  | 7  | 11 | 8  | 6  | 5  | 4  | 3  | 2  | 3  | 2  | 3  | 5  | 3  | 3   | 2   | 2   | 1   | 1   | 1   | 1   | 1   | 1   | 1   | 1   | 1  | 1  | 1  | 1  | 2  | 1  | 1  | 14   | 29   | 2    |
| Maccabi Tel Aviv         | 6  | 7  | 7  | 13 | 15 | 14 | 13 | 14 | 14 | 14 | 15 | 15 | 16 | 16 | 16 | 16 | 17  | 16  | 17  | 17  | 17  | 17  | 17  | 17  | 17  | 17  | 17  | 16 | 16 | 16 | 16 | 16 | 16 | 16 |      | 1    | 2    |
| Olimpia Milan            | 18 | 14 | 17 | 17 | 17 | 17 | 15 | 13 | 13 | 13 | 12 | 12 | 9  | 7  | 6  | 10 | 11  | 12  | 9   | 9   | 6   | 9   | 11  | 10  | 11  | 10  | 9   | 10 | 9  | 11 | 12 | 12 | 12 | 11 |      | 2    | 11   |
| Virtus Bologne           | 15 | 16 | 18 | 18 | 16 | 16 | 17 | 16 | 16 | 17 | 17 | 17 | 18 | 18 | 17 | 17 | 16  | 17  | 16  | 16  | 16  | 16  | 16  | 16  | 16  | 16  | 16  | 17 | 17 | 17 | 17 | 17 | 17 | 17 |      |      |      |
| Žalgiris Kaunas          | 7  | 8  | 6  | 4  | 2  | 2  | 1  | 3  | 6  | 9  | 7  | 8  | 10 | 9  | 7  | 4  | 8   | 9   | 11  | 12  | 11  | 12  | 13  | 13  | 13  | 13  | 13  | 13 | 13 | 13 | 13 | 13 | 13 | 13 | 1    | 8    | 10   |
| Étoile rouge de Belgrade | 9  | 4  | 1  | 1  | 8  | 12 | 12 | 9  | 8  | 10 | 11 | 9  | 11 | 10 | 8  | 11 | 9   | 8   | 6   | 5   | 9   | 7   | 8   | 6   | 5   | 5   | 6   | 6  | 7  | 6  | 5  | 9  | 9  | 10 | 2    | 12   | 17   |
| Partizan Belgrade        | 11 | 17 | 12 | 8  | 12 | 13 | 14 | 15 | 15 | 16 | 14 | 14 | 14 | 12 | 12 | 12 | 14  | 13  | 13  | 13  | 12  | 11  | 10  | 11  | 9   | 8   | 8   | 8  | 10 | 12 | 11 | 11 | 11 | 12 |      |      | 7    |
| Fenerbahçe Istanbul      | 2  | 3  | 9  | 5  | 9  | 6  | 4  | 2  | 2  | 1  | 1  | 2  | 3  | 2  | 4  | 6  | 5-1 | 6-1 | 5-1 | 4-1 | 2-1 | 2-1 | 2-1 | 2-1 | 2-1 | 2-1 | 2-1 | 2  | 2  | 2  | 2  | 1  | 2  | 2  | 3    | 32   | 2    |
| Anadolu Efes Istanbul    | 4  | 6  | 10 | 9  | 6  | 11 | 7  | 10 | 10 | 8  | 9  | 11 | 7  | 11 | 9  | 7  | 7   | 7   | 10  | 11  | 13  | 14  | 12  | 12  | 12  | 12  | 12  | 11 | 11 | 9  | 7  | 6  | 5  | 6  |      | 6    | 15   |

En exposant rouge (-1), les équipes comptant un ou plusieurs matchs de retard :
1. ↑  Une rencontre de la 17e journée a été reportée :
  - Paris Basketball - Fenerbahçe Istanbul est reporté[4] en raison de l’impossibilité pour Paris d'aligner une équipe[5]. La rencontre est reprogrammée au 3 mars 2025, entre les 27e et 28e journées[6].

## Playoffs
L'organisation du Final Four 2025 est accordée officiellement le 28 janvier 2025 à Abu Dhabi, aux Émirats arabes unis. Les demi-finales sont programmées le 23 mai, la troisième place et la finale le 25 mai.
| Abu Dhabi        | [[Fichier:Asia_laea_location_map.svg\|250px\|{{#if:\|{{{alt}}}\|Euroligue masculine de basket-ball 2024-2025 est dans la page Asie .]]Abu Dhabi Euroligue masculine de basket-ball 2024-2025 (Asie) |
| Etihad Arena     | [[Fichier:Asia_laea_location_map.svg\|250px\|{{#if:\|{{{alt}}}\|Euroligue masculine de basket-ball 2024-2025 est dans la page Asie .]]Abu Dhabi Euroligue masculine de basket-ball 2024-2025 (Asie) |
| Capacité: 18 000 | [[Fichier:Asia_laea_location_map.svg\|250px\|{{#if:\|{{{alt}}}\|Euroligue masculine de basket-ball 2024-2025 est dans la page Asie .]]Abu Dhabi Euroligue masculine de basket-ball 2024-2025 (Asie) |
|                  | [[Fichier:Asia_laea_location_map.svg\|250px\|{{#if:\|{{{alt}}}\|Euroligue masculine de basket-ball 2024-2025 est dans la page Asie .]]Abu Dhabi Euroligue masculine de basket-ball 2024-2025 (Asie) |

### Play in
|    |                             |                        |                        |  |                        |                        |                        |  |   |               |                       |                       |  |
|    | Match pour la 7e place      |                        |                        |  |                        |                        |                        |  |   |               |                       |                       |  |
|    | 7                           | 0 Real Madrid          | 73                     |  |                        |                        |                        |  |   |               | Qualifiés en Playoffs | Qualifiés en Playoffs |  |
| 8  | 0 Paris Basketball          | 81                     |                        |  | Match pour la 8e place | Match pour la 8e place | Match pour la 8e place |  |   | 8             | 0 Paris Basketball    |                       |  |
|    |                             |                        |                        |  | 7                      | 0 Real Madrid          | 93                     |  | 7 | 0 Real Madrid |                       |                       |  |
|    | Match pour la 9e place      | Match pour la 9e place | Match pour la 9e place |  | 9                      | 0 Bayern Munich        | 71                     |  |   |               |                       |                       |  |
|    | 9                           | 0 Bayern Munich        | 97                     |  |                        |                        |                        |  |   |               |                       |                       |  |
| 10 | 0 Étoile rouge de Belgrade0 | 93ap                   |                        |  |                        |                        |                        |  |   |               |                       |                       |  |

### Tableau des playoffs
Lors des quarts de finale, l'équipe la mieux classée en saison régulière reçoit lors des matchs 1 et 2, et de l'éventuel match 5.
|  | Quarts de finale                | Quarts de finale             | Quarts de finale | Quarts de finale | Quarts de finale | Quarts de finale       |                        |                                 | Demi-finales           | Demi-finales           |    |               | Finale                          | Finale |
|  |                                 |                              |                  |                  |                  |                        |                        |                                 |                        |                        |    |               |                                 |        |
|  | [1] Olympiakós Le Pirée         | 84                           | 77               | 72               | 86               | -                      |                        |                                 |                        |                        |    |               |                                 |        |
|  | [7] Real Madrid                 | 72                           | 71               | 80               | 84               | -                      |                        |                                 |                        |                        |    |               |                                 |        |
|  | [7] Real Madrid                 | 72                           | 71               | 80               | 84               | -                      |                        | [1] Olympiakós Le Pirée         | 68                     |                        |    |               |                                 |        |
|  |                                 |                              |                  |                  |                  |                        |                        | [1] Olympiakós Le Pirée         | 68                     |                        |    |               |                                 |        |
|  |                                 | [4] AS Monaco                | 78               |                  |                  |                        |                        |                                 |                        |                        |    |               |                                 |        |
|  | [4] AS Monaco                   | [4] AS Monaco                | 78               | 97               | 92               | 89                     | 72                     | 85                              |                        |                        |    |               |                                 |        |
|  | [4] AS Monaco                   |                              |                  | 97               | 92               | 89                     | 72                     | 85                              |                        |                        |    |               |                                 |        |
|  | [5] FC Barcelone                | 80                           | 79               | 100              | 79               | 84                     |                        |                                 |                        |                        |    |               |                                 |        |
|  |                                 |                              |                  |                  |                  |                        |                        |                                 |                        |                        |    | [4] AS Monaco | 70                              |        |
|  |                                 | [2] Fenerbahçe Beko Istanbul | 81               |                  |                  |                        |                        |                                 |                        |                        |    |               |                                 |        |
|  | [3] Panathinaïkós OPAP Athènes0 | 87                           | 76               | 81               | 82               | 75                     |                        |                                 |                        |                        |    |               |                                 |        |
|  | [6] Anadolu Efes Istanbul       | 83                           | 79               | 77               | 85               | 67                     |                        |                                 |                        |                        |    |               |                                 |        |
|  | [6] Anadolu Efes Istanbul       | 83                           | 79               | 77               | 85               | 67                     |                        | [3] Panathinaïkós OPAP Athènes0 | 76                     |                        |    |               |                                 |        |
|  |                                 |                              |                  |                  |                  |                        |                        | [3] Panathinaïkós OPAP Athènes0 | 76                     |                        |    |               |                                 |        |
|  |                                 | [2] Fenerbahçe Beko Istanbul | 82               |                  |                  | Match pour la 3e place | Match pour la 3e place | Match pour la 3e place          | Match pour la 3e place | Match pour la 3e place |    |               |                                 |        |
|  | [2] Fenerbahçe Beko Istanbul    | [2] Fenerbahçe Beko Istanbul | 82               | 83               | 89               | Match pour la 3e place | Match pour la 3e place | Match pour la 3e place          | Match pour la 3e place | Match pour la 3e place | 98 | -             | -                               |        |
|  | [2] Fenerbahçe Beko Istanbul    |                              |                  | 83               | 89               |                        |                        |                                 |                        |                        | 98 | -             | -                               |        |
|  | [8] Paris Basketball            | 78                           | 72               | 88ap             | -                | -                      |                        |                                 |                        |                        |    |               | [1] Olympiakós Le Pirée         | 97     |
|  |                                 |                              |                  |                  |                  |                        |                        |                                 |                        |                        |    |               | [3] Panathinaïkós OPAP Athènes0 | 93     |

## Récompenses

### Récompenses de la saison régulière
- Meilleur joueur[8] :  Kendrick Nunn ( Panathinaïkós OPAP Athènes)
- Meilleur marqueur (trophée Alphonso-Ford)[9] :  Kendrick Nunn ( Panathinaïkós OPAP Athènes)
- Meilleur jeune joueur (joueur de moins de 22 ans)[10] :  Nadir Hifi ( Paris Basketball)
- Meilleur défenseur[11] :  Nick Weiler-Babb ( Bayern Munich)
- Meilleur entraîneur[12] :  Šarūnas Jasikevičius ( Fenerbahçe Beko Istanbul)
- Premier et deuxième cinq majeurs :

| Meilleur cinq majeur d'Euroligue | Meilleur cinq majeur d'Euroligue | Deuxième cinq majeur d'Euroligue | Deuxième cinq majeur d'Euroligue |
| Joueur                           | Équipe                           | Joueur                           | Équipe                           |
| -------------------------------- | -------------------------------- | -------------------------------- | -------------------------------- |
| T. J. Shorts                     | Paris Basketball                 | Théo Maledon                     | LDLC ASVEL Villeurbanne          |
| Carsen Edwards                   | Bayern Munich                    | Mike James                       | AS Monaco                        |
| Kendrick Nunn                    | Panathinaïkós OPAP Athènes       | Evan Fournier                    | Olympiakós Le Pirée              |
| Nigel Hayes-Davis                | Fenerbahçe Beko Istanbul         | Juancho Hernangómez              | Panathinaïkós OPAP Athènes       |
| Sasha Vezenkov                   | Olympiakós Le Pirée              | Walter Tavares                   | Real Madrid                      |

### Récompenses des playoffs
- Meilleur joueur des playoffs[15] :  Sasha Vezenkov ( Olympiakós Le Pirée)
- MVP du Final four[16] :  Nigel Hayes-Davis ( Fenerbahçe Beko Istanbul)

### Trophées mensuels
| Mois       | Joueur               | Équipe                           | Pts  | Reb | PD  | Éval |
| ---------- | -------------------- | -------------------------------- | ---- | --- | --- | ---- |
| Octobre    | Kevin Punter (1/1)   | FC Barcelone (1/1)               | 18,6 | 1,9 | 2,4 | 19,9 |
| Novembre   | T. J. Shorts (1/1)   | Paris Basketball (1/1)           | 19,6 |     | 8,4 | 25,2 |
| Décembre   | Théo Maledon (1/1)   | LDLC ASVEL Villeurbanne (1/1)    | 21,2 | 4,5 | 5,3 | 26,8 |
| Janvier    | Sasha Vezenkov (1/1) | Olympiakós Le Pirée (1/1)        | 24,3 | 6,5 | 1,5 | 29,5 |
| Février    | Kendrick Nunn (1/1)  | Panathinaïkós OPAP Athènes (1/1) | 25,7 | 3,3 | 5,0 | 26,3 |
| Mars-Avril | Walter Tavares (1/1) | Real Madrid (1/1)                | 16,7 | 7,1 | 1,1 | 21,3 |

### Trophées hebdomadaires

#### MVP par journée
| Journée | Joueur                  | Équipe                           | Évaluation |
| ------- | ----------------------- | -------------------------------- | ---------- |
| 1       | Tamir Blatt (1/1)       | Maccabi Playtika Tel Aviv (1/2)  | 36         |
| 2       | Neal Sako (1/1)         | LDLC ASVEL Villeurbanne (1/4)    | 25         |
| 2       | Sasha Vezenkov (1/5)    | Olympiakós Le Pirée (1/6)        | 25         |
| 3       | Sasha Vezenkov (2/5)    | Olympiakós Le Pirée (2/6)        | 31         |
| 4       | Théo Maledon (1/3)      | LDLC ASVEL Villeurbanne (2/4)    | 36         |
| 5       | T. J. Shorts (1/5)      | Paris Basketball (1/5)           | 38         |
| 6       | Shabazz Napier (1/1)    | Bayern Munich (1/3)              | 26         |
| 7       | Zach LeDay (1/3)        | AX Armani Exchange Milan (1/4)   | 29         |
| 8       | Jan Veselý (1/1)        | FC Bacelone (1/2)                | 28         |
| 9       | Filip Petrušev (1/1)    | Étoile rouge de Belgrade (1/1)   | 38         |
| 10      | Théo Maledon (2/3)      | LDLC ASVEL Villeurbanne (3/4)    | 36         |
| 10      | T. J. Shorts (2/5)      | Paris Basketball (2/5)           | 36         |
| 11      | Élie Okobo (1/1)        | AS Monaco (1/2)                  | 36         |
| 12      | Walter Tavares (1/1)    | Real Madrid (1/2)                | 36         |
| 13      | Théo Maledon (3/3)      | LDLC ASVEL Villeurbanne (4/4)    | 31         |
| 14      | Nigel Hayes-Davis (1/1) | Fenerbahçe Beko Istanbul (1/1)   | 30         |
| 15      | Zach LeDay (2/3)        | AX Armani Exchange Milan (2/4)   | 37         |
| 16      | Sasha Vezenkov (3/5)    | Olympiakós Le Pirée (3/6)        | 38         |
| 17      | Isaïa Cordinier (1/1)   | Virtus Bologne (1/1)             | 38         |
| 18      | Jaylen Hoard (1/1)      | Maccabi Playtika Tel Aviv (2/2)  | 34         |
| 19      | Ömer Yurtseven (1/1)    | Panathinaïkós OPAP Athènes (1/7) | 34         |
| 20      | Sasha Vezenkov (4/5)    | Olympiakós Le Pirée (4/6)        | 52         |
| 21      | Facundo Campazzo (1/1)  | Real Madrid (2/2)                | 43         |
| 22      | Carlik Jones (1/2)      | Partizan Belgrade (1/2)          | 37         |
| 23      | Carsen Edwards (1/2)    | Bayern Munich (2/3)              | 34         |
| 24      | Zach LeDay (3/3)        | AX Armani Exchange Milan (3/4)   | 39         |
| 25      | Sasha Vezenkov (5/5)    | Olympiakós Le Pirée (5/6)        | 30         |
| 26      | Kendrick Nunn (1/4)     | Panathinaïkós OPAP Athènes (2/7) | 37         |
| 27      | Sylvain Francisco (1/1) | Žalgiris Kaunas (1/1)            | 31         |
| 27      | Carlik Jones (2/2)      | Partizan Belgrade (2/2)          | 31         |
| 28      | Carsen Edwards (2/2)    | Bayern Munich (3/3)              | 29         |
| 28      | Vincent Poirier (1/1)   | Anadolu Efes Istanbul (1/3)      | 29         |
| 29      | Shane Larkin (1/2)      | Anadolu Efes Istanbul (2/3)      | 33         |
| 30      | T. J. Shorts (3/5)      | Paris Basketball (3/5)           | 37         |
| 31      | Kendrick Nunn (2/4)     | Panathinaïkós OPAP Athènes (3/7) | 34         |
| 32      | T. J. Shorts (4/5)      | Paris Basketball (4/5)           | 36         |
| 33      | Kendrick Nunn (3/4)     | Panathinaïkós OPAP Athènes (4/7) | 43         |
| 34      | Nikola Mirotić (1/1)    | AX Armani Exchange Milan (4/4)   | 40         |

#### MVP des play-offs
| Tour                  | Joueur                    | Équipe                           | Évaluation |
| --------------------- | ------------------------- | -------------------------------- | ---------- |
| Play-in               | T. J. Shorts (5/5)        | Paris Basketball (5/5)           | 27         |
| 1/4 de finale Match 1 | Juancho Hernangómez (1/1) | Panathinaïkós OPAP Athènes (5/7) | 40         |
| 1/4 de finale Match 2 | Shane Larkin (2/2)        | Anadolu Efes Istanbul (3/3)      | 27         |
| 1/4 de finale Match 2 | Mouhammadou Jaiteh (1/1)  | AS Monaco (2/2)                  | 27         |
| 1/4 de finale Match 3 | Willy Hernangómez (1/1)   | FC Bacelone (2/2)                | 31         |
| 1/4 de finale Match 3 | Kendrick Nunn (4/4)       | Panathinaïkós OPAP Athènes (6/7) | 31         |
| 1/4 de finale Match 4 | Evan Fournier (1/1)       | Olympiakós Le Pirée (6/6)        | 18         |
| 1/4 de finale Match 5 | Cedi Osman (1/1)          | Panathinaïkós OPAP Athènes (7/7) | 32         |

## Leaders statistiques de la saison régulière
| Catégorie                  | Joueur              | Équipe                     | Statistique |
| -------------------------- | ------------------- | -------------------------- | ----------- |
| Points par match           | Kendrick Nunn       | Panathinaïkós OPAP Athènes | 21,1        |
| Passes décisives par match | T. J. Shorts        | Paris Basketball           | 7,5         |
| Rebonds par match          | Joel Bolomboy       | Étoile rouge de Belgrade   | 8,3         |
| Contres par match          | Yórgos Papayiánnis  | AS Monaco                  | 1,4         |
| Interceptions par match    | Nick Weiler-Babb    | Bayern Munich              | 1,6         |
| Evalutions par match       | Aleksandar Vezenkov | Olympiakós Le Pirée        | 24,5        |